# Прошув (Великопольське воєводство)
Прошув (пол. Proszów) — село в Польщі, у гміні Рихталь Кемпінського повіту Великопольського воєводства.
Населення — 252 особи (2011).
У 1975-1998 роках село належало до Каліського воєводства.

## Демографія
Демографічна структура станом на 31 березня 2011 року:
|          | Загалом | Допрацездатний вік | Працездатний вік | Постпрацездатний вік |
| -------- | ------- | ------------------ | ---------------- | -------------------- |
| Чоловіки | 125     | 28                 | 83               | 14                   |
| Жінки    | 127     | 21                 | 87               | 19                   |
| Разом    | 252     | 49                 | 170              | 33                   |